# 上丸子八幡町
上丸子八幡町（かみまるこはちまんちょう）は、神奈川県川崎市中原区の地名。丁目のない単独現行行政地名。住居表示未実施区域。

## 地理
中原区の東部に位置し、南に上丸子山王町、西に新丸子東、北に丸子通、北東に上丸子天神町、川を挟んで東に東京都大田区田園調布本町と接している。

### 河川
- 多摩川

## 歴史

### 沿革
- 1943年（昭和18年）4月 - 上丸子字松原通と字山王前の一部を分離し、上丸子八幡町を新設。川崎市上丸子八幡町となる[6]。
- 1972年（昭和47年）4月1日 - 川崎市が政令指定都市に指定され、中原区が設立。川崎市中原区上丸子八幡町となる。

## 世帯数と人口
2025年（令和7年）6月30日現在（川崎市発表）の世帯数と人口は以下の通りである。
| 町丁         | 世帯数    | 人口    |
| ------------ | --------- | ------- |
| 上丸子八幡町 | 1,567世帯 | 2,546人 |

### 人口の変遷
国勢調査による人口の推移。
| 年                 | 人口  |
| ------------------ | ----- |
| 1995年（平成7年）  | 1,864 |
| 2000年（平成12年） | 2,276 |
| 2005年（平成17年） | 2,269 |
| 2010年（平成22年） | 2,369 |
| 2015年（平成27年） | 2,319 |
| 2020年（令和2年）  | 2,390 |

### 世帯数の変遷
国勢調査による世帯数の推移。
| 年                 | 世帯数 |
| ------------------ | ------ |
| 1995年（平成7年）  | 961    |
| 2000年（平成12年） | 1,205  |
| 2005年（平成17年） | 1,200  |
| 2010年（平成22年） | 1,262  |
| 2015年（平成27年） | 1,265  |
| 2020年（令和2年）  | 1,370  |

## 学区
市立小・中学校に通う場合、学区は以下の通りとなる（2022年3月時点）。
| 番・番地等 | 小学校               | 中学校             |
| ---------- | -------------------- | ------------------ |
| 全域       | 川崎市立上丸子小学校 | 川崎市立中原中学校 |

## 事業所
2021年（令和3年）現在の経済センサス調査による事業所数と従業員数は以下の通りである。
| 町丁         | 事業所数 | 従業員数 |
| ------------ | -------- | -------- |
| 上丸子八幡町 | 54事業所 | 650人    |

### 事業者数の変遷
経済センサスによる事業所数の推移。
| 年                 | 事業者数 |
| ------------------ | -------- |
| 2016年（平成28年） | 50       |
| 2021年（令和3年）  | 54       |

### 従業員数の変遷
経済センサスによる従業員数の推移。
| 年                 | 従業員数 |
| ------------------ | -------- |
| 2016年（平成28年） | 592      |
| 2021年（令和3年）  | 650      |

## 施設
- 川崎市立上丸子小学校

## その他

### 日本郵便
- 郵便番号 : 211-0001[3]（集配局 : 中原郵便局[17]）

### 警察
町内の警察の管轄区域は以下の通りである。
| 番・番地等 | 警察署     | 交番・駐在所 |
| ---------- | ---------- | ------------ |
| 全域       | 中原警察署 | 丸子橋交番   |